# Савани, Кристиан
Кристиан Савани (итал. Cristian Savani; род. 22 февраля 1982) ― итальянский волейболист, игрок сборной Италии в 2001-2013 годах и турецкого клуба Ziraat Bankası Ankara, призёр Олимпийских игр (выиграл бронзу в Лондоне в 2012 году), чемпион Европы (2003, 2005), серебряный призёр Чемпионата Европы (2011, 2013), призёр Мировой лиги (серебро ― 2003, бронза ― 2013), чемпион Италии.

## Личная жизнь
Кристиан Савани родился в городе Кастильоне-делле-Стивьере, Италия. Он женат на Михаэле Травице (сестре Драгана Травицы, дочери Любомира Травицы). 4 апреля 2013 года в семье родился первый ребёнок: дочь по имени Миа.

## Спортивные достижения

### Клубы

#### Кубок ЕКВ
- 2007/2008  ― в составе клуба M. Roma Volley

#### Кубок вызова ЕКВ
- 2009/2010  ― в составе клуба Umbria Volley
- 2010/2011  ― в составе клуба Мачерата

#### Национальные чемпионаты
- 2011/2012  Итальянский чемпионат ― в составе клуба Мачерата
- 2012/2013  Итальянский суперкубок ― в составе клуба Мачерата

### Сборная
- 2003  Мировая лига
- 2003  Чемпионат Европы ЕКВ
- 2005  Чемпионат Европы ЕКВ
- 2011  Чемпионат Европы ЕКВ
- 2012  Олимпийские Игры
- 2013  Мировая лига
- 2013  Чемпионат Европы ЕКВ

### Индивидуальные достижения
- 2009 Турнир памяти Хуберта Ежи Вагнера ― лучший нападающий
- 2010 ЕКВ Кубок вызова ― лучший подающий
- 2011 Турнир памяти Хуберта Ежи Вагнера ― самый ценный игрок
- 2011 Кубок Мира ― лучший подающий
- 2012 Олимпийские игры, Лондон ― лучший подающий